# Defendiendo al cavernícola
Defendiendo al cavernícola o simplemente El cavernícola (cuyo título original inglés es Defending the Caveman) es una comedia escrita por el actor y comediante estadounidense Rob Becker entre 1988 y 1991 en la que trata los malentendidos en las relaciones entre hombres y mujeres. Esta obra es el monólogo con el récord de permanencia en Broadway, logro que consiguió en 1996, y ha sido representada en cuarenta y cinco países, con un público que supera los ocho millones de personas. La compañía Theater Mogul es la dueña de los derechos de la obra.
Al humorista Becker le llevó algo más de tres años escribir El cavernícola, tiempo en el que realizó un estudio sobre prehistoria, psicología, mitología, sociología y antropología. Él mismo interpretó la obra hasta principios de 2006.
En la obra, derivada de la stand-up comedy y con un aire de sesión de terapia y clase magistral, el intérprete pretende resolver la guerra entre sexos producida por su mutua incomprensión. Planteada desde el punto de vista masculino, al que trata de apoyar, se muestra asimismo comprensivo con el pensamiento femenino.

## Premios
La obra de Becker obtuvo en Inglaterra el Premio Olivier al Mejor espectáculo de entretenimiento en el año 2000.

## Actores
- El actor original era el mismo autor, Rob Becker.
- En México, César Bono la interpretó desde el año 2001, hasta 2022 cuando pasó a darle el relevo a Eduardo Yañez quien lo interpreta desde octubre de 2022.[7]
- En España, Nancho Novo es el intérprete.[8]
- En Miami, Alexis Valdés la estrenó con notable éxito en septiembre de 2013.[9]
- En Miami, Leandro Fernández la interpreta a partir de abril de 2015.
- En El Salvador, Fernando Rodríguez es el intérprete, desde el año 2009.[10]
- En Argentina, es interpretado por el humorista Eduardo Morales desde el año 2009.
- En Guatemala es interpretado por el actor, director y comediante Juan Diego Rodríguez.
- En República Dominicana es interpretado por el comediante Carlos Sánchez en el 2023.

## Audiencia
Defendiendo al cavernícola ha conseguido las siguientes cifras de público y permanencia desde su estreno:
- En Estados Unidos ha sido vista por más de tres millones de personas. En Nueva York, la 44th Street fue renombrada como Caveman Way por el alcalde Rudolph Giuliani.
- En Finlandia batió el récord de público, con más de 30.000 en 220 funciones.
- En Alemania, en 2008, quince actores distintos interpretaron la obra, con una audiencia de 412.257 personas en 1.049 funciones en 59 ciudades.
- En Eslovenia se lleva representando desde 2002, y en Lituania desde 2005, mientras que en Sudáfrica comenzó su andadura en 1998. El estreno en Suiza tuvo lugar en 2001.
- En Islandia tres cuartas partes de la población vieron la obra.
- En México, 2.600 actuaciones.